# Patinação de velocidade nos Jogos Pan-Americanos de 2019 - 500 m feminino
A competição dos 500 m feminino da patinação de velocidade sobre rodas nos Jogos Pan-Americanos de 2019 foi disputada por dez patinadoras na Pista de Patinação em Costa Verde, Lima, no dia 10 de agosto. 

## Calendário
Horário local (UTC-5).
| Data         | Horário | Fase       |
| ------------ | ------- | ---------- |
| 10 de agosto | 10:00   | Preliminar |
| 10 de agosto | 11:00   | Semifinal  |
| 10 de agosto | 12:10   | Final      |

## Medalhistas
| Ouro   | COL Geiny Guzmán      |
| Prata  | GUA Dalia Marenco     |
| Bronze | MEX Verónica Alvarado |

## Resultados

### Bateria 1
| Pos. | Patinador            | Nacionalidade | Tempo  | Notas |
| ---- | -------------------- | ------------- | ------ | ----- |
| 1    | Geiny Guzmán         | COL Colômbia  | 46.636 | Q     |
| 2    | María José Sepúlveda | CHI Chile     | 46.715 | Q     |
| 3    | Haila Álvarez        | CUB Cuba      | 47.203 |       |

### Bateria 2
| Pos. | Patinador       | Nacionalidade      | Tempo  | Notas |
| ---- | --------------- | ------------------ | ------ | ----- |
| 1    | María Rodríguez | ARG Argentina      | 46.985 | Q     |
| 2    | Dalia Marenco   | GUA Guatemala      | 47.004 | Q     |
| 3    | Kelsey Helman   | USA Estados Unidos | 47.103 |       |

### Bateria 3
| Pos. | Patinador            | Nacionalidade   | Tempo  | Notas |
| ---- | -------------------- | --------------- | ------ | ----- |
| 1    | Veronica Alvarado    | MEX México      | 47.457 | Q     |
| 2    | Yarubi García        | VEN Venezuela   | 47.499 | Q     |
| 3    | María Loreto Armijos | ECU Equador     | 47.593 |       |
| 4    | Ivonne Gallardo      | ESA El Salvador | 48.091 |       |

### Bateria 1
| Pos. | Patinador            | Nacionalidade | Tempo  | Notas |
| ---- | -------------------- | ------------- | ------ | ----- |
| 1    | Geiny Guzmán         | COL Colômbia  | 46.550 | Q     |
| 2    | Dalia Marenco        | GUA Guatemala | 46.636 | Q     |
| 3    | María José Sepúlveda | CHI Chile     | 46.921 |       |

### Bateria 2
| Pos. | Patinador         | Nacionalidade | Tempo  | Notas |
| ---- | ----------------- | ------------- | ------ | ----- |
| 1    | Yarubi García     | VEN Venezuela | 47.435 | Q     |
| 2    | Veronica Alvarado | MEX México    | 48.379 | Q     |
| 3    | María Rodríguez   | ARG Argentina | DSQ    |       |

### Final
| Pos.              | Patinador         | Nacionalidade | Tempo  | Notas |
| ----------------- | ----------------- | ------------- | ------ | ----- |
| Medalha de ouro   | Geiny Guzmán      | COL Colômbia  | 47.276 |       |
| Medalha de prata  | Dalia Marenco     | GUA Guatemala | 47.370 |       |
| Medalha de bronze | Veronica Alvarado | MEX México    | 47.473 |       |
| 4                 | Yarubi García     | VEN Venezuela | 47.636 |       |